# سیدی سلیمان (استان ورقله)
سیدی سلیمان (استان ورقله) (به عربی: سيدي سليمان) یک شهرداری در الجزایر است که در Mégarine District واقع شده‌است. سیدی سلیمان ۶۳۵ کیلومتر مربع مساحت و ۸٬۰۷۲ نفر جمعیت دارد و ۶۱ متر بالاتر از سطح دریا واقع شده‌است.